# Светлое (Нижегородская область)
Светлое — село в городском округе Семёновский Нижегородской области. Входит в состав Хахальского сельсовета.

## История
В 1955 году председателем колхоза был Борисов Николай Иванович (по зову партии в числе тридцатитысячников был отправлен на укрепление сельского хозяйства). 
В 1959 году произошло объединение двух колхозов в один, который стал называться колхозом имени Свердлова с центральной усадьбой в селе Святицы. 
Благодаря Борисову в селе появилось электричество, радио, стали строиться животноводческие фермы, школы, водопровод, появились успехи в выращивании картофеля, льна. Главной гордостью стала дорога до Семенова. Сами селяне прорубали просеку, возили песок, укладывали камень. Каменка была прогрессом в дорожном строительстве. 
По приглашению Борисова в колхоз приезжали профессора Горьковского сельхозинститута А. С.  Фатьянов и Н. Д. Ладыгин. На полях совместно с главным агрономом и студентами они закладывали опытные сортоучастки, брали на анализ почву, вели исследовательскую работу, а затем давали свои рекомендации и советы. 
Развивал культурную жизнь в селе: в 70-х годах председатель пригласил на работу директором сельского Дома культуры Александра Алексеевича Иванова. Был организован детский оркестр народных инструментов, а также хор, участниками которого стали учителя, медицинские работники, молодые сельские специалисты. 
В 1965 г. Указом Президиума ВС РСФСР село Святицы переименовано в Светлое.

## Население
| 2002 | 2010 |
| ---- | ---- |
| 236  | ↘161 |